# 美熹德河
美熹德河（英語：Merced River）是一條位於美国加利福尼亚州中部的河流，亦是聖華金河的支流。河流長約233公里，始於優勝美地國家公園南部的內華達山脈，然後流入聖華金谷。河流以其穿過優勝美地國家公園南部的陡峭路線而聞名，它同時亦是流經约塞米蒂谷的主要水道。之後河流流經麦克卢尔湖及克羅克·霍夫曼導流壩等地，進入聖華金谷內的美熹德灌溉區後其流量亦開始減少，最後注入聖華金河。內華達山脈大約在一千萬年前上升，與此同時河流開始形成，而峽谷侵蝕後所得出的沉積物則有助形成聖華金谷的平坦地面。冰河時代的冰川侵蝕了上游流域的高海拔地區，並把其轉變為接近目前的形態。歷史上，河流流域內有一個寬闊的河岸濕地，並為數以百萬計的候鳥提供棲息地。
早在19世紀之前，米瓦族、北派尤特人及阿瓦尼奇等美洲原住民部落便一直生活在河流流域內。而在19世紀初期，西班牙人派遣數支遠征活動進行一系列勘探活動，以找尋合適的地點興建傳教站。後來，加利福尼亞淘金潮帶動許多淘金者進入流域一帶，部份人亦定居在河流下游的城鎮內。但淘金潮卻引發當地原住民與淘金者之間的衝突，最終大多原住民被趕離原居地，並強制遷移至新設的印第安保留地。在優勝美地國家公園建立後，部份商人亦建立了途經美熹德峽谷一帶的鐵路，並提供客運及貨運服務。19世紀後期，大規模灌溉被引入至聖華金谷，當地政府及商人因而修建了許多公有及私有水壩。但是，這些水壩阻礙鮭魚遷徙並嚴重破壞河岸生境，而用於灌溉的導流壩更會抽走大量河水，導致河流流量減少。為了減輕對環境的影響，當地政府展開棲息地保護工作，重新建立以往未受人為干預的水流模式，以及建造適合鮭魚產卵的魚苗孵化場。

## 流向

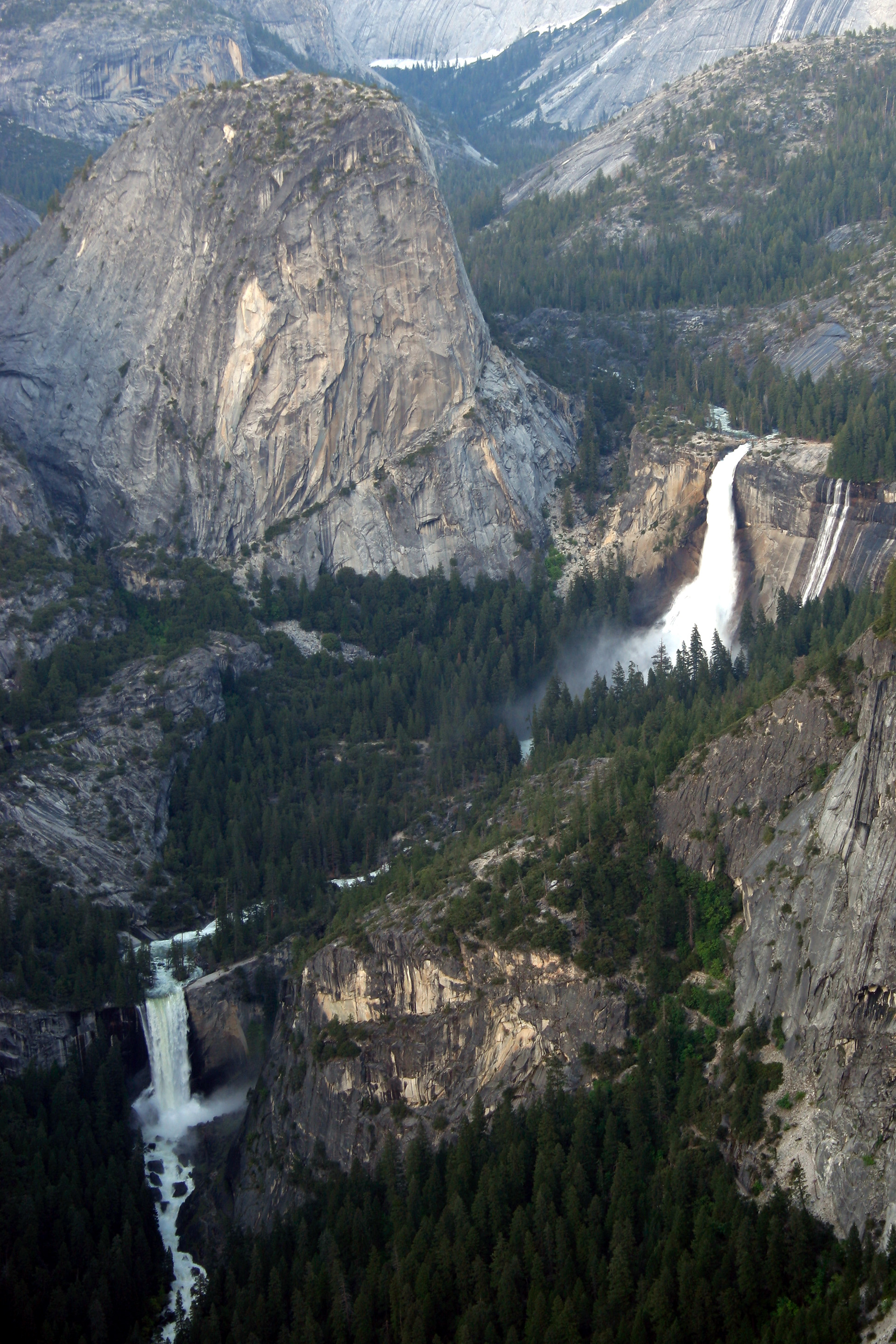
位於優勝美地谷及小優勝美地谷之間的「巨人樓梯」

美熹德河發源自內華達山脈範圍內的克拉克山脈，由三峰汊（Triple Peak Fork）及美熹德峰汊（Merced Peak Fork）合流而成。這兩條溪流的河水首先會往北方流動，流經優勝美地國家公園東南部、位處海拔較高且被積雪覆蓋的山坡，接著便匯合並形成河流。河流自上游源頭往北流動一小段距離後便會與萊爾峰汊（Lyell Peak Fork）合流。然後，河流會轉往西北方向流動，途中流經一段長約4公里（2.5英里）的陡峭峽谷，並與紅峰汊（Red Peak Fork）合流，接著在海拔約2,320米（7,612英尺）的位置流入沃什伯恩湖（Washburn Lake）。離開沃什伯恩湖後，河流會繼續往西北方向流動，並在流動約4.8公里（3英里）後流入美熹德湖（Merced Lake）。而在離開美熹德湖後，河流會往西北偏西方向流動，並流經一段長約3.7公里（2.3英里）的峽谷。之後，河流轉往西方流動，並流經一段長約4.8公里（3英里）且被巨大花崗岩峭壁所包圍的狹窄峽谷。河流在流經邦內爾懸崖（Bunnell Cliff）一帶時轉往西南方流動，並在小優勝美地山谷附近改往西方流動。
接著，河流會流經被合稱為「巨人樓梯」的內華達瀑布及弗納爾瀑布，並與伊利路易特溪（Illilouette Creek）合流，然後流入约塞米蒂谷。在山谷內，河流會以較曲折的路線往西方流動，並在途中與特納亞溪（Tenaya Creek）、優勝美地溪（Yosemite Creek）、新娘面紗溪（Bridalveil Creek）及卡斯卡特溪（Cascade Creek）等溪流合流。河流之後會改往南方流動，並在與格勞斯溪（Grouse Creek）及雪崩溪（Avalanche Creek）合流後改往西方流動。河流此時的流向與140號州際公路走向相同，在流經埃爾波托爾及因克萊恩後，它會在數公里外與流域內最大型的支流美熹德河南汊（South Fork Merced River）匯合。
河流之後會改往西南方流動，在流經布賴斯堡後又會改往西方流動，並與美熹德河北汊合流，然後再在流經巴格比後轉往西北方流進新埃克斯切凱爾水壩所形成的麥克盧爾湖。離開水壩後，河流會往西流經中央谷地內的大片農業區，途經麥克斯溫水壩（McSwain Dam）以及霍普頓、德爾希與利文斯頓等城鎮，最終在特洛克西南方數公里外的希爾斯費里與聖華金河匯合。

## 流域
美熹德河的流域面積約為4,470平方公里（1,726平方英里）。河流的北部流域與同樣流經優勝美地國家公園的圖奧勒米河流域接壤，而南部流域則與聖華金河的河源接壤。另外，東部流域與謝拉峰及莫諾湖接壤。
美熹德河流域的大部份地區都位處盛行高山氣候的高海拔地區。內華達山脈冬季降雪量大，積雪會在春季及初夏融化，並導致河流流域每年都會出現洪水氾濫。到了深秋，河流水位會出現大幅下降，而部份較小型的支流更會完全乾涸。在流經快樂島的河段內，有多達85%的流量是來自融雪水。而在乾旱季節，地下水則為河流提供唯一的基礎流量。此外，流域內的數十個高山山脈以及美熹德湖（Merced Lake）、特納亞湖（Tenaya Lake）及奧斯特蘭德湖（Ostrander Lake）等湖泊亦為河流提供一定的流量。流域內的山麓地區屬於較為乾燥的地中海氣候，而聖華金谷的地面乾燥程度則足以被視為屬於半乾旱氣候。
美熹德河是聖華金河的第三大支流。在中央谷地尚未轉為農業區及修建水壩之前，河口的自然流量遠高於目前的平均水平，即18.7立方米每秒（661立方英尺每秒），又等於每年591,000,000立方米（479,000英畝·英尺）。而在河流上游鄰近快樂島的位置，該處河段的平均流量為每秒10.1立方米每秒（355立方英尺每秒）。美國地質調查局在河流流域內設置了三個連續監測站，分別位於快樂島、麥克盧爾湖及河口。位於快樂島及麥克盧爾湖的監測站所記錄的數據不會受到水壩及人為干預的影響，但河口監測站則主要受到新埃克斯切凱爾水壩排水量的影響。鄰近前採礦小鎮巴格比的麥克盧爾湖監測站可能是較為準確的整體流量監測點，該站自1923年到1966年所錄得的年平均流量為約33.6立方米每秒（1,185立方英尺每秒），而在1955年12月23日更錄得約2,620立方米每秒（92,500立方英尺每秒）的最高流量。而河口監測站在1950年所錄得的最高流量僅為約390立方米每秒（13,600立方英尺每秒）。另外，快樂島監測站所錄得的最高流量發生在1997年美熹德河洪水，當時錄得的數據為約290立方米每秒（10,100立方英尺每秒），而該次洪水亦摧毀了山谷內許多營地、道路、小徑及橋樑。

## 地理
大約在2.5億年前的古生代時期，北美洲板塊向西緩慢移動時遇到太平洋板塊，後者滑入北美洲板塊的下方。強烈的地下壓力導致太平洋板塊的某些部份融化，由此產生的上升岩漿被推升及硬化，並組成內華達山脈大部分的花崗岩岩磐。最初構成古代太平洋海床的大量海洋沉積岩也被上升的花崗岩所推升，而當時的美熹德河則在這一層岩層上形成。數百萬年以來河流一直侵蝕該處較軟的沉積岩層，並形成一個較深的峽谷，最終碰到下方的堅硬花崗岩層。河流在遇到這層較具彈性的岩石層後便停止向下侵蝕，而支流則繼續拓寬該古老峽谷。在大約8000萬年的時間裡，河流侵蝕導致大量沉積物被運送到中央谷地底部。這些沉積物被困在西部的加利福尼亞州海岸山脈和東部的內華達山脈之間，形成一片非常平坦肥沃的土地。
河流流域內大部分的裸露岩石屬於新生代沉積物，除了最古老的岩石外，其他都屬於非海洋地殼岩石。在流域內，第三紀岩石在整片區域向西傾斜，而第四紀岩石則在特洛克以東約16公里（10英里）的斷層帶西側稍微向西傾斜。區域中最古老的岩石被稱為「基岩複合體」，由經過強烈折疊的變質安山岩及板岩組成。另外該區存在多組岩石地層，例如艾奧尼組（Ione Formation）、梅滕斯組（Mehrten Formation）、特洛克湖組（Turlock Lake Formation）及河岸組（Riverbank Formation）等，土壤亦有一定分別。
當末次冰期或冰河時期來臨之前，四個巨大的山谷冰川佈滿河流的上游流域。這些冰川在河流位於優勝美地谷的上游支流內上升，並在河源、特納亞谷及伊利路易特溪下降。圖奧勒米冰川侵蝕特納亞谷後形成了圖奧勒米大峽谷，以及位於北部圖奧勒米河的赫奇赫奇山谷。另外，小優勝美地谷的形成是由於其底層岩石較「巨人樓梯」之下的岩石堅硬，而該處的冰川則溢出瀰漫至美熹德峽谷，並廣泛散佈到周圍的高地。這些冰川形成了一個大型冰川，其厚度為約2,100米（7,000英尺），從優勝美地谷的下游向下延伸約40公里（25英里）直達美熹德峽谷。此外，這些冰川形成了花崗岩懸崖，現今則形成如半圓丘、酋長岩及雲逸山等地標。宣威冰川（Sherwin glaciers）或前塔霍冰川（Pre-Tahoe glacier）是第一個且最大的冰川，它侵蝕了河流上游流域並把其轉變為接近目前的形態。另外，威斯康辛冰期分為太浩、特納亞及提奧加三個階段。其中，提奧加冰川在優勝美地谷的入口處留下冰磧，但它實際上是由四個冰期沉積而成的。當提奧加冰川後退，該冰磧形成了冰磧湖並幾乎淹沒整個山谷。隨後，冰川的沉積物沿著河流順流而下，有助於中央谷地內平坦土地的形成。

## 生態
美熹德河維持著眾多具有高生物完整性的小型草甸及河岸濕地。流域的上游及中游部分生長著白榿木、俄勒岡梣樹、櫟木、毒櫟、大葉楓、風箱樹、柳樹、花菱草、印度大黃及白葉熊果等植物。該區在歷史上還生長著糖松，但該樹種在19世紀後期遭到大量砍伐而消失。而在流域內棲息的哺乳動物則主要包括松鼠、浣熊、長頸鹿、蝙蝠、臭鼬、海狸、騾鹿、郊狼、山貓及黑熊等。除此之外，流域內還棲息著被聯邦政府列為瀕危物種的石灰石蠑螈。這種極為罕見的兩棲動物的唯一棲息地位於優勝美地谷之下的美熹德峽谷，依靠著當地的石灰岩牆生存。為了保護石灰石蠑螈，美國政府在1986年把峽谷內長約32公里（20英里）、佔地約6.5平方公里（1,600英畝）的區域劃為「嚴重環境關注地區」。

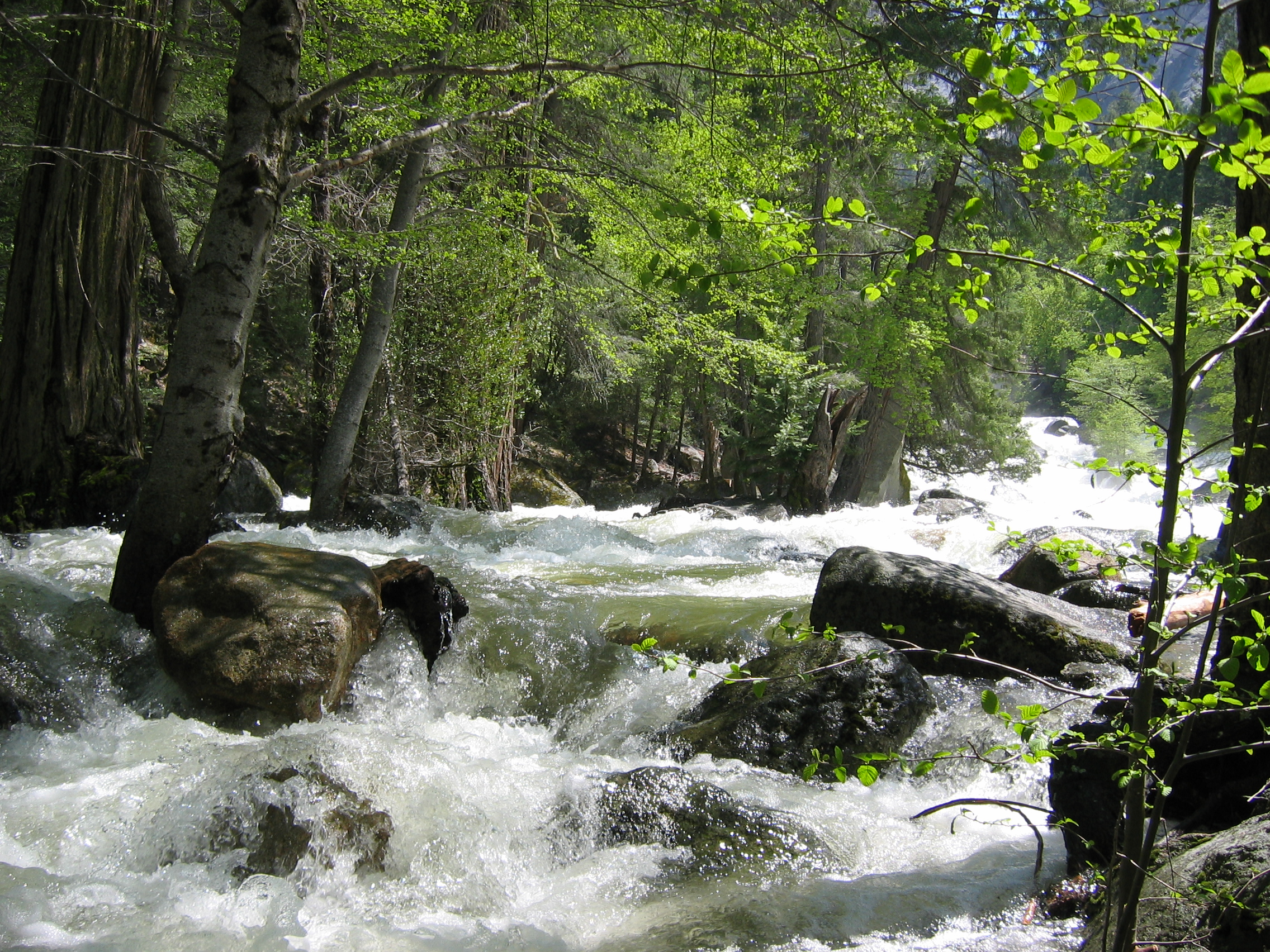
鮭魚以前能洄遊至河流上游的快樂島，但現時則被水壩阻擋

根據2006年的一項研究，河流流域內共發現了37種魚類、127種鳥類以及140種昆蟲和無脊椎動物。研究人員指基於上游流域（即麥克盧爾湖上方）及下游流域之間的氣候差異，兩地之間所發現的物種亦存在明顯差異。河流下游鄰近中央谷地的區域孕育了26種原生及外來魚種，主要包括加利福尼亞胭脂魚、小口黑鱸、大口黑鱸及鯉魚等定棲種，以及如帝王鮭、銀花鱸魚及太平洋七鳃鳗之類的迴游種。另外，由河源至麥克盧爾湖的河流上游部分則孕育了11種原生及外來魚種。上游流域的原生魚種較外來魚種為多，原生魚種主要包括加利福尼亞胭脂魚、虹鱒及硬頭鱒等，而較常見的外來魚種則是小口黑鱸。歷史上，迴游魚種的分佈範圍由河流下游一直延伸到優勝美地谷頂端的瀑布。但自20世紀初期，克羅克·霍夫曼水壩的興建阻擋了這些魚種的迴游，而河流改道工程亦經常導致下游剩餘的魚類產卵場缺乏足夠水份，因此上游地區只存在定棲種。20世紀後期當地政府所採取的環境措施成功增加帝王鮭的數量，由1950年代的低於500條，增至1984年最高記錄逾30,000條。而自1970年代開始，帝王鮭的年平均增長量為約5,300條。
研究人員在春季（繁殖季節）及秋季（遷徙季節）的調查內，於整個河流流域合共觀察到127種鳥類。與流量快及較多岩石的上游河道相比，流量較慢且具有河岸濕地的下游更適合鳥類生存，因此下游所錄得的鳥類數量較多。在整個流域內共有35種常見鳥類，包括紅玉冠戴菊鳥、雪松太平鳥、旅鶇、黃腰白喉林鶯、斑唧鵐、橡樹啄木鳥、雙色樹燕及歐洲椋鳥等，亦包含白尾鳶及斯溫氏鵟等的瀕危物種。另外，中上游區域的常見本地鳥類及候鳥則包括哀鴿、紫紅朱雀、珠頸翎鶉、暗眼燈草鵐、啄木鳥、河烏、大藍鷺、紅翅黑鸝、红尾鵟、紅頭美洲鷲及白頭海鵰等。另外，沿河發現的常見昆蟲包括蜉蝣、石蠅及石蛾等。除此之外，在流域內棲息的入侵物種包括河蜆、中華絨螯蟹及新西蘭泥蝸，其中河蜆會造成原生蛤類減少，而中華絨螯蟹則會造成原生無脊椎動物的滅絕，又會破壞棲息地及造成河堤侵蝕。

## 歷史
在美熹德河流域內生活的許多美洲原住民部落之中，較為著名的是米瓦族（由平原與山地米瓦族組成）、北派尤特人及阿瓦尼奇。平原米瓦族大多定居在河流下游的低地上，而山地米瓦族則大多定居於美熹德峽谷上游部份及约塞米蒂谷內。當第一批白人探險者來到山谷地區時，大約有450名山地米瓦族人居於10條永久村莊內。派尤特人起源於莫諾湖地區附近的東部山脈，而其分支北派尤特人則居於河流上游流域。而山地米瓦族與派尤特人的分支莫諾人在長期的文化互動後，形成了一種名為「阿瓦尼奇」的全新文化，其語源來自阿赫瓦尼（Ahwahnee），意思是「形狀像大嘴巴的山谷」（指U型的優勝美地谷）。
19世紀初，西班牙殖民者從加利福尼亞沿海地區派遣了數支軍事遠征部隊進入中央谷地。其中在1805年1月6日，探險隊在中央谷地內發現並命名國王河，而當天亦是主顯節。1806年9月29日，以加布里埃爾·莫拉加中尉為首的其中一支遠征部隊到達河流南岸，及後更以巴塞羅那教區的守護神慈悲聖母來把河流命名為慈悲聖母河（Rio de Nuestra Señora de la Merced）。莫拉加遠征隊是西班牙政府資助的一系列勘探活動的一部分，目標是在中央谷地及內華達山脈內找尋合適的地點興建當地傳教站。而在1808年及1810年，莫拉加率領遠征部隊沿著美熹德峽谷下方的河流進行進一步的勘探，但兩次均無果而終。最終，在山谷內建立傳教站的計劃被叫停。1855年，默塞德縣成立，並以河流的名稱為名。

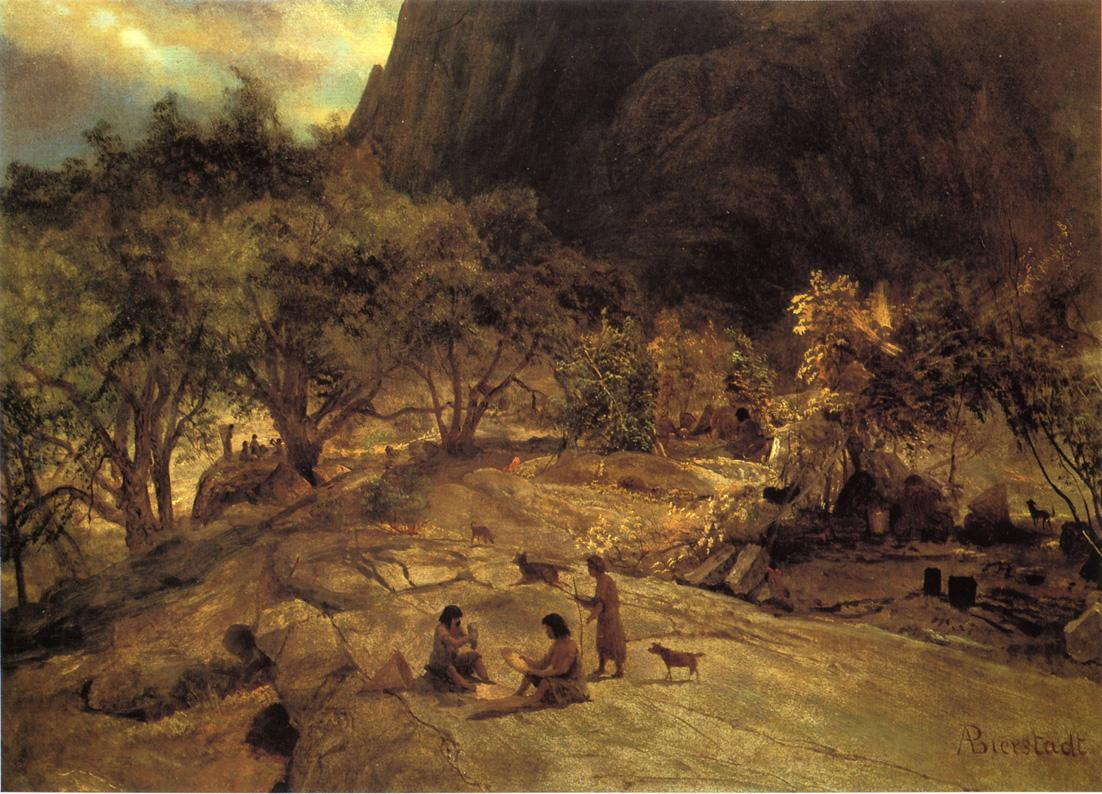
位於馬利波薩的原住民營地

隨著美熹德縣的建立及加利福尼亞從墨西哥獨立，越來越多的開拓者前往美熹德河地區，並陸續在河上建立一些小鎮，而建於1844年的多佛（Dover）便是其中之一。多佛位於河流及聖華金河的匯合處，補給船隻會從舊金山灣地區出發從而向聖華金谷的開拓者運送物資，因此它起著「內陸海港」的作用。後來，霍普頓、斯內林及默塞德福爾斯等城鎮亦相繼建立，而後者更是以現時位於麥克斯溫水壩附近的美熹德瀑布來命名。在1880年代後期，開拓者在美熹德瀑布附近地區建立了麵粉廠、毛紡廠及一些鋸木廠。糖松木材公司（Sugar Pine Lumber Company）及優勝美地木材公司（Yosemite Lumber Company）在該區經營了三十多年，一直依靠窄軌鐵路從內華達山脈沿河運送木材。隨著中太平洋鐵路及南太平洋鐵路的建設及興起，許多沿河城鎮都被荒廢並變為鬼鎮，相反一些鄰近鐵路的城鎮（如美熹德及特洛克）則變得繁華及著名。
在1850年代的加利福尼亞淘金潮中，淘金者逐漸湧入美熹德峽谷及優勝美地谷，當地的採礦活動亦漸趨頻繁。淘金潮嚴重擾亂當地美洲原住民的正常生活，迫使他們奮起反抗，最終導致阿瓦尼奇與淘金者發生衝突。1851年，為了把阿瓦尼奇人趕離山谷並迫使他們遷移至新設的印第安保留地，時任加利福尼亞州州長約翰·麥克杜格爾授權成立隸屬加利福尼亞州民兵、由200名士兵組成的馬利波薩營。同年，馬利波薩營在美熹德河南汊與特納亞酋長率領的一支阿瓦尼奇部隊發生戰鬥，及後指派一名原住民使者前往阿瓦尼奇人的定居地，要求特納亞酋長投降、簽訂條約承諾放棄土地的所有權，以及在不作任何抵抗的情況下全族遷移至位於弗雷斯諾河的印第安保留地。最終，這群士兵成功把大多原住民趕出優勝美地谷，並遷移至位於弗雷斯諾河的保留地。淘金潮過後，當地政府一度允許阿瓦尼奇人返回優勝美地谷，但後來發生的事導致另一個營的部隊再次把他們趕離並遷移至莫諾湖地區。

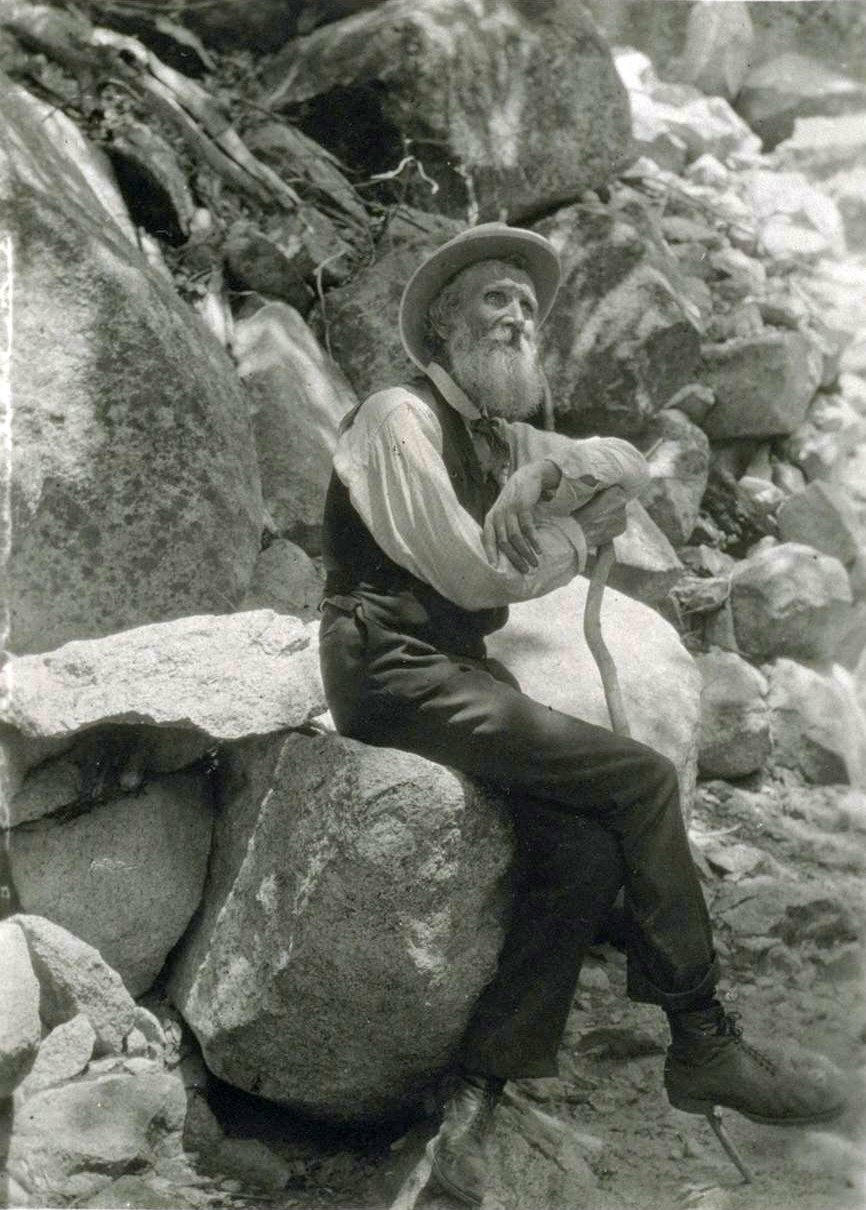
優勝美地國家公園促成者之一的約翰·繆爾

早在1855年，來自各地的遊客便已開始進入美熹德峽谷及優勝美地谷一帶遊覽，這甚至比優勝美地國家公園的建立時間還要早。為了從旅遊業中獲利，當地居民在1870年代起嘗試修建收費公路，希望吸引前往優勝美地谷一帶的遊客。首條建成的是庫爾特維爾路（Coulterville Road），但它卻未能在往後日子達致收支平衡。29天後大橡樹平路（Big Oak Flat Road）亦建成，後來成為斯托克頓至美熹德峽谷的貿易路線。1889年，環保主義者約翰·繆爾及作家羅伯特·安德伍德·約翰遜在圖奧勒米草地（Tuolumne Meadows）紮營，並親眼目睹大批綿羊對草原造成的破壞。以此為契機，他們兩人運用影響力游說美國國會，希望能仿效黃石國家公園的建立模式，把優勝美地地區列為國家公園。1890年9月30日，國會通過把優勝美地地區納為國家公園的法案，並基本上採用繆爾在同年發表的兩篇文章內所提出的建議。隨著國家公園的建立，相關的旅遊業活動顯著增加，而當地政府亦在河流上游流域內修建了許多道路以增強可達度。此外，美國政府在1893年及1897年相繼設立塞拉國家森林及斯坦尼斯勞斯國家森林，以保護更廣闊的河流上游流域。
優勝美地谷鐵路是在優勝美地谷及美熹德峽谷一帶發現礦藏後才建立的。鐵路建於1902年，從河流延伸至美熹德峽谷一帶，並連接著數個採礦小鎮。除了運送木材及礦石產品外，鐵路還可把遊客送至優勝美地谷。1926年，埃克斯切凱爾水壩的建成淹沒了部分鐵路，加上埃爾波特路（140號加利福尼亞州州道其中一段）的開通，為鐵路的客運服務敲響喪鐘，但最終營運商選擇為鐵路改道並繼續運行。鐵路的客運服務持續運營至1940年代中期，直至一次洪水摧毀了鐵路的部分結構。20世紀初，當河流上游流域大部分地區受到保護時，下游流域則被劃為灌溉區並預定建設大壩及進行其他河流改造工程。另外，新埃克斯切凱爾水壩取代原本在1926年建成的舊壩，並於1960年代建成，作蓄水設施之用。
河流周邊的可耕種土地約為490平方公里（120,000英畝），而為了向所有耕地提供足夠的灌溉用水，美熹德灌溉區在河內抽走了許多河水。直到1950年代末至1960年代初，灌溉區已經向聖華金谷內的耕地提供一定程度的灌溉用水，但與此同時卻造成鄰近河流的枯竭。聖華金河的流量通常較低，只有在河流與前者的匯合處及之後的河段才有穩定流量。在20世紀中葉，河流流量大幅減少，導致幾乎沒有鮭魚在河流下游產卵。1991年，當地政府在克羅克·霍夫曼導流壩（Crocker-Huffman Diversion Dam）下方的河道旁邊興建美熹德河魚苗孵化場（Merced River Hatchery）並設立魚道，供帝王鮭之類的鮭魚經由魚道到達孵化場的水池內產卵。
1987年11月2日，美國國會把河流約197.1公里（122.5英里）的河段列入國家野生與風景河流系統，其中美國內政部土地管理局負責管理19公里（12英里）長的河段，而其餘則歸美國國家公園管理局管理。2014年2月，國家公園管理局發布了《美熹德野生與風景河流最終綜合管理計劃及環境影響聲明》，以確保持續保護及增強河流罕見、獨特及優異的品質。方案包括恢復河岸濕地、河岸及草地的自然條件，修改交通系統以在優勝美地谷內提供更好的遊客體驗，增強娛樂性機會，以及減少或消除河道內不必要的設施與服務。
美熹德河流域曾經發生多次洪水，但最為嚴重的一次則發生在1997年。1996年12月，優勝美地國家公園開始出現大規模降雪。1997年1月上旬，一股熱帶氣旋侵襲該區並帶來暴雨，而異常溫暖的雨水隨即融化高海拔地區的積雪。持續數天的暴雨席捲整個公園，加上大量融雪水湧入河流及其支流，最終引發洪災。在暴雨期間，河流水位上升至創紀錄的7.1米（23.4英尺），但園內部份地區的洪水位僅是3米（10英尺）。當時流經山谷的水流流量亦達到700立方米每秒（24,600立方英尺每秒），是近一個世紀以來的最高記錄。事件引致大量道路及建築物被淹沒或沖走，供電供水等基礎設施受損，而鄰近的140號加利福尼亞州州道更有一大段被洪水衝破。不久，國會撥款約1.78億美元，用以修復園內受到破壞的基礎設施和建築物，以及改善加固道路和橋樑。而在2017年1月，引起1997年洪水的同一大氣現象再次出現，公園更在一週內錄得數百厘米的降雪量，而鄰近公園的猛獁山亦在兩日內錄得210厘米（84英寸）的降雪量。後來該區出現降雨，但幸運的是河流水位只比洪水位高出0.76米（2.5英尺），並未造成嚴重損害。

## 河流改造

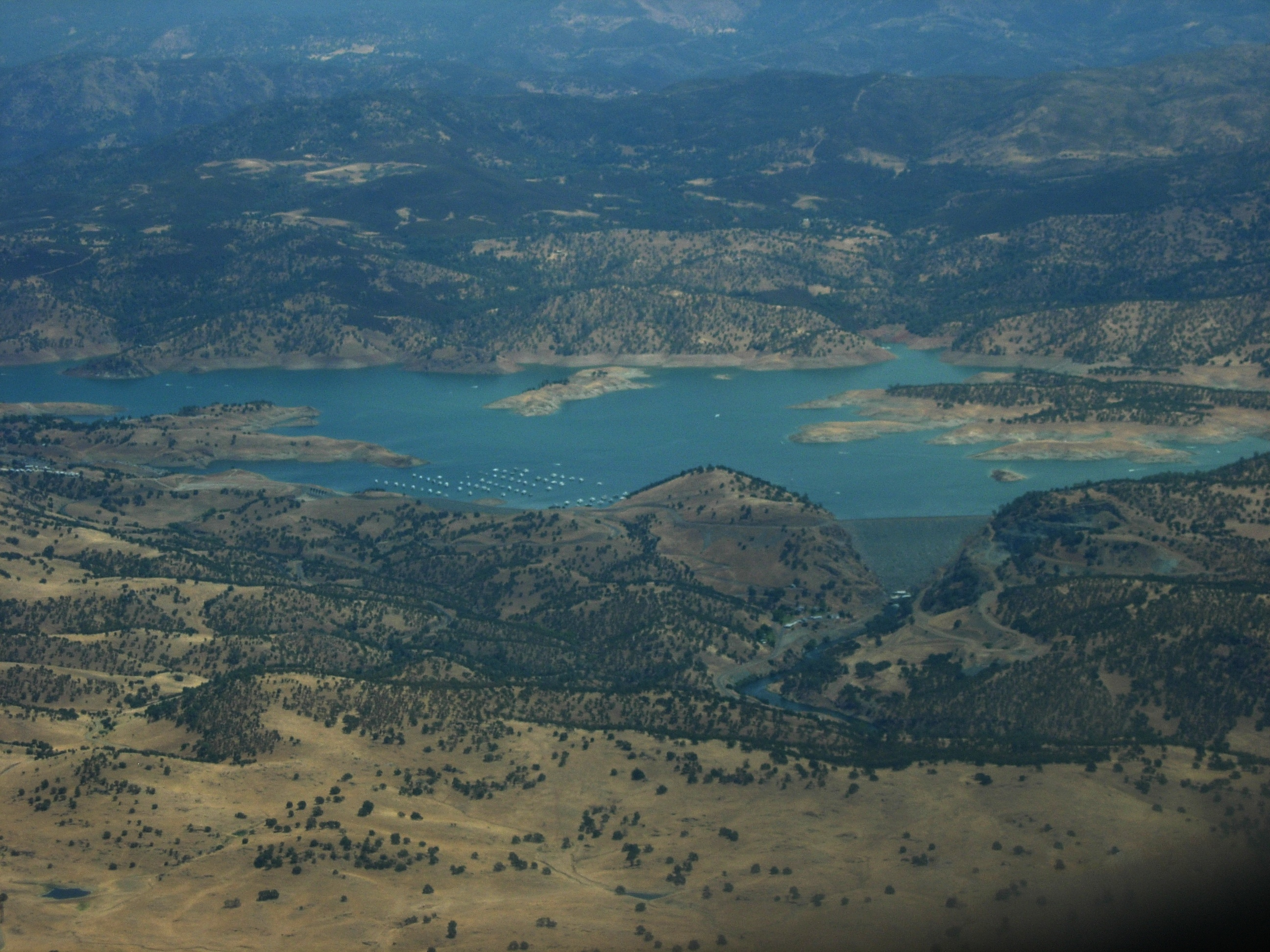
新埃克斯切凱爾水壩及麥克盧爾湖的航空照片

儘管美熹德河的部份河段屬於國家野生與風景河流系統，但河流內仍有許多水壩及灌溉引水渠。新埃克斯切凱爾水壩是河流上最大型的水壩，屬於混凝土堆石壩，長約370米（1,220英尺）、高約150米（490英尺）。而水壩所形成的的麥克盧爾湖面積約為2,694平方公里（1,040.1平方英里），最大蓄水量約為1.2638×109立方米（1,024,600英畝·英尺），主要用作灌溉、防洪及水力發電。這個建於1967年的新水壩取代了建於1926年、只能蓄水約347,000,000立方米（281,000英畝·英尺）的舊壩，而且所採用的建造技術亦優於舊壩。舊壩在新水壩建成後被水淹沒，但偶爾會在水位低的時候重新出現。位於新埃克斯切凱爾水壩之下的是麥克斯溫水壩，它既是前者的調整前池又能進行水力發電。而在麥克斯溫水壩下方的則是灌溉導流壩美熹德瀑布水壩（Merced Falls Dam）。位於最下方的是建於1906年的克羅克·霍夫曼導流壩，該水壩完全阻止魚類從下流迴游至上游。這些河道改造工程減少河流約一半的自然流量，而在乾旱年份時流量則更少。
喀斯喀特導流壩（Cascades Diversion Dam）是一個建於1917年、位於優勝美地谷以西河段的木籠壩。水壩最初作發電用途，並計劃於1985年退役，但後來其使用期限卻不斷被延長。水壩的發電設施因變得殘舊而於1980年代中期停止運作。1997年洪水之後，美國墾務局對水壩進行調查，並發現它有倒塌危險。之後，墾務局把水壩的結構列為「高危」，並一度考慮把其列入《國家史蹟名錄》，但後來卻因過於危險而被移除。最終，水壩於2004年被拆除，而該河段亦重新鋪上植被。現時，麥克盧爾湖上方的河段已經沒有任何水壩，水流完全暢通無阻。
美熹德灌溉區（Merced Irrigation District）管理河流下游大部分灌溉基礎設施，並向約624.81平方公里（154,394英畝）的農田供水。灌溉區包含約4,000個控制閘門及約1,276公里（793英里）的運河和支渠。灌溉系統會從河流下游抽走大量河水，導致部份與聖華金河相連的小溪流的流量減少，而地表徑流則把農藥、化學肥料及其他污染物帶回河流。另外，聯邦政府要求灌溉區每年至少要把約19,000,000立方米（15,000英畝·英尺）的水回流至河流內，其中不包括洪水排放。

## 休閒
美熹德河及其支流是較受歡迎的休閒區，部分原因在於它們位於優勝美地國家公園內。遊客除了可以在河流內進行諸如划船、釣魚、露營及遠足等活動外，亦可以在鄰近優勝美地谷至麥克盧爾湖入口的一段河道進行泛舟。該河段有著最為困難的III級及IV級急流，集中於埃爾波托爾的上游。另外，遊客可以在麥克盧爾湖上進行划船活動。露營活動只限於河流上游流域的部份地區，而露營地點則包括鐵路平地（Railroad Flat）、美熹德湖（Merced Lake）、沃格爾桑湖（Vogelsang Lake）、日出溪（Sunrise Creek）、新娘面紗溪及奧斯特蘭德湖等。
「鐵路平地」這個名稱源自優勝美地谷鐵路，該鐵路以前曾途經美熹德峽谷至優勝美地谷一帶。鐵路在1945年便已停止使用及拆除，而舊址則變為一條公共步道。除此之外，整個河流流域亦被許多小徑貫穿。約翰·繆爾步道是其中一條位於流域內的步道，它始於快樂島附近，途經「巨人樓梯」、內華達瀑布、弗納爾瀑布等地，在進入小優勝美地谷後沿日出溪往北，最終在圖奧勒米草地（Tuolumne Meadows）連上太平洋屋脊步道。此外，遊客亦可利用鄰近伊利路易特溪、新娘面紗溪、優勝美地溪等地的沿河步道，從而越過小優勝美地谷並到達上游地區，但新娘面紗溪下游及特納亞峽谷則未有步道覆蓋。

## 外部連結
- （英文）Merced Irrigation District Watershed，存档于（存檔日期 2009-11-22）